# Stanley Mikita
Temple de la renommée : 1983
Temple de la renommée slovaque : 2002
Stanley Mikita né Stanislav Guoth, dit Stan Mikita et surnommé Stosh, (né le 20 mai 1940 à Sokolče en République slovaque, aujourd'hui partie intégrante de Vlachy, un village de Slovaquie, et mort le 7 août 2018 à Chicago aux États-Unis) est un joueur professionnel slovaque naturalisé canadien de hockey sur glace.
Au terme de la saison 1960-1961, alors qu'il joue avec l'équipe des Blackhawks de Chicago de la Ligue nationale de hockey, il remporte la Coupe Stanley.

## Biographie

### Enfance
Stanislav Guoth est né le 20 mai 1940 à Sokolče en République Slovaque de Juraj Guoth, ouvrier de maintenance dans une usine de textile et d'Emilia qui s'occupait de l'entretien de la maison familiale. Il a un grand frère âgé de 3 ans de plus que lui et ne découvre le hockey qu'à l'âge de 8 ans, quand il voit des enfants du voisinage y jouer sur un lac gelé près de sa maison. Il ne se prend pas plus que cela au jeu mais reste fasciné par les patins de son aîné qu'il emprunte à une occasion. La même année, son oncle et sa tante, Joe et Anna Mikita, qui vivent en Ontario au Canada, rendent visite à la famille Guoth. Joe est le frère d'Emilia et le couple du Canada n'a pas d'enfants. Il propose aux Guoth que Stan reparte avec eux à Saint Catharines. Joe et Anna adoptent également Irène Gondas, une nièce du côté d'Anna et toute la famille rentre au Canada. À son arrivée en Ontario, Stan découvre à la fois le luxe d'avoir une maison avec une chambre pour chacun mais également l'électricité dans toutes les pièces. Il est tout de même surpris de voir son nouveau père aller travailler, Joe est charpentier; en Tchécoslovaquie, la légende populaire veut qu'aux États-Unis et au Canada, tout le monde est riche et que personne n'a besoin de travailler.
Il découvre le hockey en jouant avec les enfants de son quartier qui pratiquent le hockey dans la rue ; même s'il ne parle pas anglais, il est tout de même accueilli par un certain Bob Johnson, âgé de 15 ans, et commence le hockey dans la rue Hamilton Street.
Stan connaît une enfance difficile car il doit souvent supporter les railleries des autres enfants, lui qui ne parle par un traître mot d'anglais. Il prend le nom de famille de son oncle et laisse son agressivité s'exprimer sur les patinoires de hockey. Il joue au niveau junior avec l'équipe de sa ville d'adoption Saint Catharines, les Teepees, et obtient de faire un essai chez les professionnels en 1958 avec les Blackhawks de Chicago.

### Carrière dans la LNH
Il gagne un poste permanent dans la Ligue nationale de hockey en 1959. Son petit gabarit (1,75 m pour 76 kg), ne l'empêche pas d'être un joueur très physique et souvent puni. Il aide les Black Hawks à mettre fin à une disette de 23 ans en gagnant la Coupe Stanley en 1961. Stan Mikita devient un marqueur efficace, menant la LNH en 1963-1964. Comme il progresse au niveau de sa carrière, Mikita s'assagit. Il fonde sa propre famille, et réduit le nombre de minutes de pénalités de 100 à 12 en 1967-1968, après avoir parlé de son style de jeu avec sa fille. Cette année-là, il devient le premier joueur à gagner le trophée Art-Ross, le trophée Hart et le trophée Lady Byng, tous dans la même saison. Mikita continue d'avoir du succès, marquant en moyenne un point par match. Sa production commence à piquer du nez au milieu des années 1970 alors que Stan commence à éprouver de violents spasmes au dos.
Il reste membre des Black Hawks jusqu'à sa retraite en 1980 et est le meneur de cette organisation avec 1 394 parties, 926 aides et 1 467 points. Stan Mikita est admis au Temple de la renommée du hockey en 1983. En 2002, il est admis au Hokejová sieň slávy, le temple de la renommée du hockey slovaque.
Stan Mikita est le fondateur de l’American Hearing Impaired Hockey Association en 1973 et est à l'origine du bâton de hockey à lame courbée.
Il meurt le 7 août 2018 à l'âge de 78 ans d'une forme de démence appelée « démence avec corps de Lewy ». Il est atteint de cette maladie depuis 2015,.
Il résidait à Burr Ridge dans l'État de l'Illinois.
Il est nommé en 2017 parmi les 100 plus grands joueurs de la LNH à l'occasion du centenaire de la ligue.

## Statistiques
| Saison     | Équipe                      | Ligue      |       | Saison régulière | Saison régulière | Saison régulière | Saison régulière | Saison régulière | Saison régulière |    | Séries éliminatoires | Séries éliminatoires | Séries éliminatoires | Séries éliminatoires | Séries éliminatoires | Séries éliminatoires |
| Saison     | Équipe                      | Ligue      | PJ    | B                | A                | Pts              | Pun              | +/-              | PJ               | B  | A                    | Pts                  | Pun                  | +/-                  |                      |                      |
| 1956-1957  | Teepees de Saint Catharines | OHA jr.    | 52    | 16               | 31               | 47               | 129              | -                | 14               | 8  | 9                    | 17                   | 44                   | -                    |                      |                      |
| 1957-1958  | Teepees de Saint Catharines | OHA jr.    | 52    | 31               | 47               | 78               | 146              | -                | 8                | 4  | 5                    | 9                    | 46                   | -                    |                      |                      |
| 1958-1959  | Teepees de Saint Catharines | OHA jr.    | 45    | 38               | 59               | 97               | 197              | -                | -                | -  | -                    | -                    | -                    | -                    |                      |                      |
| 1958-1959  | Black Hawks de Chicago      | LNH        | 3     | 0                | 1                | 1                | 4                | -                | -                | -  | -                    | -                    | -                    | -                    |                      |                      |
| 1959-1960  | Black Hawks de Chicago      | LNH        | 67    | 8                | 18               | 26               | 119              | -                | 3                | 0  | 1                    | 1                    | 2                    | -                    |                      |                      |
| 1960-1961  | Black Hawks de Chicago      | LNH        | 66    | 19               | 34               | 53               | 100              | -                | 12               | 6  | 5                    | 11                   | 21                   | -                    |                      |                      |
| 1961-1962  | Black Hawks de Chicago      | LNH        | 70    | 25               | 52               | 77               | 97               | -                | 12               | 6  | 15                   | 21                   | 19                   | -                    |                      |                      |
| 1962-1963  | Black Hawks de Chicago      | LNH        | 65    | 31               | 45               | 76               | 69               | -                | 6                | 3  | 2                    | 5                    | 2                    | -                    |                      |                      |
| 1963-1964  | Black Hawks de Chicago      | LNH        | 70    | 39               | 50               | 89               | 146              | -                | 7                | 3  | 6                    | 9                    | 8                    | -                    |                      |                      |
| 1964-1965  | Black Hawks de Chicago      | LNH        | 70    | 28               | 59               | 87               | 154              | -                | 14               | 3  | 7                    | 10                   | 53                   | -                    |                      |                      |
| 1965-1966  | Black Hawks de Chicago      | LNH        | 68    | 30               | 48               | 78               | 58               | -                | 6                | 1  | 2                    | 3                    | 2                    | -                    |                      |                      |
| 1966-1967  | Black Hawks de Chicago      | LNH        | 70    | 35               | 62               | 97               | 12               | -                | 6                | 2  | 2                    | 4                    | 2                    | -                    |                      |                      |
| 1967-1968  | Black Hawks de Chicago      | LNH        | 72    | 40               | 47               | 87               | 14               | -3               | 11               | 5  | 7                    | 12                   | 6                    | -                    |                      |                      |
| 1968-1969  | Black Hawks de Chicago      | LNH        | 74    | 30               | 67               | 97               | 52               | +17              | -                | -  | -                    | -                    | -                    | -                    |                      |                      |
| 1969-1970  | Black Hawks de Chicago      | LNH        | 76    | 39               | 47               | 86               | 50               | +29              | 8                | 4  | 6                    | 10                   | 2                    | -                    |                      |                      |
| 1970-1971  | Black Hawks de Chicago      | LNH        | 74    | 24               | 48               | 72               | 85               | +21              | 18               | 5  | 13                   | 18                   | 16                   | -                    |                      |                      |
| 1971-1972  | Black Hawks de Chicago      | LNH        | 74    | 26               | 39               | 65               | 46               | +16              | 8                | 3  | 1                    | 4                    | 4                    | -                    |                      |                      |
| 1972-1973  | Black Hawks de Chicago      | LNH        | 57    | 27               | 56               | 83               | 32               | +31              | 15               | 7  | 13                   | 20                   | 8                    | -                    |                      |                      |
| 1973-1974  | Black Hawks de Chicago      | LNH        | 76    | 30               | 50               | 80               | 46               | +24              | 11               | 5  | 6                    | 11                   | 8                    | -                    |                      |                      |
| 1974-1975  | Black Hawks de Chicago      | LNH        | 79    | 36               | 50               | 86               | 48               | +14              | 8                | 3  | 4                    | 7                    | 12                   | -                    |                      |                      |
| 1975-1976  | Black Hawks de Chicago      | LNH        | 48    | 16               | 41               | 57               | 37               | -4               | 4                | 0  | 0                    | 0                    | 4                    | -                    |                      |                      |
| 1976-1977  | Black Hawks de Chicago      | LNH        | 57    | 19               | 30               | 49               | 20               | -9               | 2                | 0  | 1                    | 1                    | 0                    | -                    |                      |                      |
| 1977-1978  | Black Hawks de Chicago      | LNH        | 76    | 18               | 41               | 59               | 35               | +18              | 4                | 3  | 0                    | 3                    | 0                    | -                    |                      |                      |
| 1978-1979  | Black Hawks de Chicago      | LNH        | 65    | 19               | 36               | 55               | 34               | +3               | -                | -  | -                    | -                    | -                    | -                    |                      |                      |
| 1979-1980  | Black Hawks de Chicago      | LNH        | 17    | 2                | 5                | 7                | 12               | +2               | -                | -  | -                    | -                    | -                    | -                    |                      |                      |
| Totaux LNH | Totaux LNH                  | Totaux LNH | 1 394 | 541              | 926              | 1 467            | 1 270            | -                | 155              | 59 | 91                   | 160                  | 169                  | -                    |                      |                      |

## Accomplissements
- Coupe Stanley (1961)
- Trophée Art-Ross 4 fois (1964, 1965, 1967, 1968)
- Trophée Hart 2 fois (1967, 1968)
- Trophée Lady Byng 2 fois (1967, 1968)
- Trophée Lester-Patrick 1 fois (1976)

## Culture populaire
Le comédien Mike Myers créa le café « Stan Mikita’s Donuts » pour son film Wayne's World sorti en 1992.